# Right back where we started from
Right back where we started from is een lied geschreven door J. Vincent Edwards en Pierre Tubbs. Het nummer kwam tot stand gedurende een autorit naar het ziekenhuis, alwaar mevrouw Tubbs lag te bevallen. Het lied laat Edwards’ liefde horen voor oude Motownhits van het componistentrio Holland-Dozier-Holland. Het werd pas jaren later een hit. Het nummer is een standard binnen de discomuziek van de jaren '70. Het kwam in die hoedanigheid veelvuldig voor in filmmuziek.

## Maxine Nightingale
Het nummer was bijna nooit gepubliceerd. Tijdens de opnamen van Al Matthews' Fool zag Tubbs de gelegenheid het nummer te laten opnemen door Maxine Nightingale. Tot dan toe bestond er alleen een demoversie met de zang van Edwards. Edwards en Nightingale hadden al eerder samengewerkt in Hair. Nightingale wilde het alleen onder pseudoniem opnemen op basis van stukloon (45 dollar voor een lied). Uiteindelijk wist Edwards haar over te halen het onder haar eigen naam uit te brengen en dat ze royalty's kreeg per verkocht aantal.
In de Central Sound geluidsstudio in Camden was een illuster gezelschap aanwezig om de demo van Nightingale op te nemen. Mike de Albuquerque (bassist van ELO), Wilfred Gibson (violist uit ELO voor het arrangement), Dave Rowberry (toetsinstrumenten) en Pete Kircher (studiodrummer namen het op samen met Edwards op percussie en Tubbs op gitaar. Het nummer werd een solonummer van Nightingale, Edwards wilde meer een duet, maar zingen was niet zijn sterkste kant (aldus Nightingale).

### Hitnoteringen
United Records bracht de opnamen uit en al snel belandde het in de Londense discotheken en er begon vraag te komen. In november 1975 begon de plaat aan haar opmars in de Britse hitparade, die zou eindigen in acht weken notering en een hoogste plaats 8. Twee maanden later begon het plaatje te verkopen in de Verenigde Staten. Daar had het meer succes. Het bleef 20 weken in de Billboard Hot 100 staan, met als hoogste notering(en) vier weken een tweede plaats.
Ook Nederland en België liepen warm voor het plaatje, maar wel een half jaar later.

#### Nederlandse Top 40
| Positie: | 28 | 12 | 6 | 6 | 5 | 5 | 8 | 17 | 29 | 37 | uit |

#### NederlandseDaverende 30
| Positie: | 20 | 12 | 5 | 3 | 5 | 7 | 11 | 29 | uit |

#### BelgischeBRT Top 30
| Positie: | 26 | 15 | 5 | 8 | 3 | 2 | 3 | 8 | 22 | 22 | uit |

#### VlaamseUltratop 30
| Positie: | 20 | 11 | 7 | 7 | 2 | 3 | 3 | 4 | 12 | 18 | uit |

#### NPO Radio 2 Top 2000
Right back where we started from stond alleen in 1999 in de NPO Radio 2 Top 2000, op plek 1953.

## Sinitta
In 1989 kende het nummer een revival. Sinitta nam het op voor haar album Wicked. Right back werd daar als tweede single vanaf gehaald en de titel verkocht wederom goed. Uiteindelijk zou ze de titel Right back where we started from als titel van een verzamelalbum gebruiken.

### Hitnotering

#### Nederlandse Top 40
De verkopen waren onvoldoende om de Top40 te halen.

#### NederlandseSingle Top 100
| Positie: | 96 | 79 | 70 | 56 | 48 | 48 | 63 | 82 | 91 | uit |

#### BelgischeBRT Top 30
| Positie: | 23 | 21 | 15 | 14 | 27 | 23 | 22 | uit |

#### VlaamseUltratop 30
| Positie: | 39 | 28 | 21 | 13 | 14 | 24 | 24 | 27 | 41 | uit |

## Bart Kaëll
Bart Kaëll haalde de Vlaamse hitparade met zijn versie in 1995. Hij zong de tekst Een, twee, drie van Penny Els.

### Hitnoteringen

#### VlaamseUltratop 50
| Positie: | 32 | 32 | 38 | 37 | uit |

## Andere versies
Er verschenen nog andere versies, maar geen daarvan haalde de hitparades.